# Esmolfe
Esmolfe é uma povoação portuguesa sede da Freguesia de Esmolfe do Município de Penalva do Castelo, freguesia com 10,70 km² de área e 382 habitantes (censo de 2021), tendo, por isso, uma densidade populacional de 35,7 hab./km².

## Demografia
A população registada nos censos foi:
| Distribuição da População por Grupos Etários | Distribuição da População por Grupos Etários | Distribuição da População por Grupos Etários | Distribuição da População por Grupos Etários | Distribuição da População por Grupos Etários |
| -------------------------------------------- | -------------------------------------------- | -------------------------------------------- | -------------------------------------------- | -------------------------------------------- |
| Ano                                          | 0-14 Anos                                    | 15-24 Anos                                   | 25-64 Anos                                   | > 65 Anos                                    |
| 2001                                         | 68                                           | 90                                           | 215                                          | 112                                          |
| 2011                                         | 57                                           | 29                                           | 215                                          | 116                                          |
| 2021                                         | 36                                           | 39                                           | 174                                          | 133                                          |

## Património
- Monte Castro da Paramuna
- Igreja Paroquial de Esmolfe
- Capela de Santo Idelfonso
- Capela de Santa Clara